# Albo d'oro del singolare femminile dell'Australian Open
Elenco delle vincitrici del singolare femminile al torneo degli Australian Open di tennis.
| Anno       | Vincitrice                                   | Finalista                                    | Punteggio                                    |
| ---------- | -------------------------------------------- | -------------------------------------------- | -------------------------------------------- |
| 1922       | Margaret Molesworth (1)                      | Esna Boyd (1)                                | 6–3, 10–8                                    |
| 1923       | Margaret Molesworth (2)                      | Esna Boyd (2)                                | 6–1, 7–5                                     |
| 1924       | Sylvia Lance Harper                          | Esna Boyd (3)                                | 6–3, 3–6, 8–6                                |
| 1925       | Daphne Akhurst (1)                           | Esna Boyd (4)                                | 1–6, 8–6, 6–4                                |
| 1926       | Daphne Akhurst (2)                           | Esna Boyd (5)                                | 6–1, 6–3                                     |
| 1927       | Esna Boyd                                    | Sylvia Lance Harper (1)                      | 10–8, 2–6, 7–5                               |
| 1928       | Daphne Akhurst (3)                           | Esna Boyd (6)                                | 7–5, 6–2                                     |
| 1929       | Daphne Akhurst (4)                           | Louise Bickerton                             | 6–1, 5–7, 6–2                                |
| 1930       | Daphne Akhurst (5)                           | Sylvia Lance Harper (2)                      | 10–8, 2–6, 7–5                               |
| 1931       | Coral McInnes Buttsworth (1)                 | Marjorie Cox Crawford                        | 1–6, 6–3, 6–4                                |
| 1932       | Coral McInnes Buttsworth (2)                 | Kathrine Le Mesurier                         | 9–7, 6–4                                     |
| 1933       | Joan Hartigan (1)                            | Coral McInnes Buttsworth                     | 6–4, 6–3                                     |
| 1934       | Joan Hartigan (2)                            | Margaret Molesworth                          | 6–1, 6–4                                     |
| 1935       | Dorothy Round Little                         | Nancy Lyle                                   | 6–1, 1–6, 6–3                                |
| 1936       | Joan Hartigan (3)                            | Nancye Wynne (1)                             | 6–4, 6–4                                     |
| 1937       | Nancye Wynne (1)                             | Emily Hood Westacott                         | 6–3, 5–7, 6–4                                |
| 1938       | Dorothy Bundy                                | Dorothy Stevenson                            | 6–3, 6–2                                     |
| 1939       | Emily Hood Westacott                         | Nell Hall Hopman (1)                         | 6–1, 6–2                                     |
| 1940       | Nancye Wynne (2)                             | Thelma Long                                  | 5–7, 6–4, 6–0                                |
| 1941- 1945 | non disputato per la Seconda guerra mondiale | non disputato per la Seconda guerra mondiale | non disputato per la Seconda guerra mondiale |
| 1946       | Nancye Wynne (3)                             | Joyce Fitch                                  | 6–4, 6–4                                     |
| 1947       | Nancye Wynne (4)                             | Nell Hall Hopman (2)                         | 6–3, 6–2                                     |
| 1948       | Nancye Wynne (5)                             | Marie Toomey                                 | 6–3, 6–1                                     |
| 1949       | Doris Hart                                   | Nancye Wynne (2)                             | 6–3, 6–4                                     |
| 1950       | Louise Brough                                | Doris Hart                                   | 6–4, 3–6, 6–4                                |
| 1951       | Nancye Wynne (6)                             | Thelma Long (1)                              | 6–1, 7–5                                     |
| 1952       | Thelma Long (1)                              | Helen Angwin                                 | 6–2, 6–3                                     |
| 1953       | Maureen Connolly                             | Julia Sampson                                | 6–3, 6–2                                     |
| 1954       | Thelma Long (2)                              | Jenny Staley                                 | 6–3, 6–4                                     |
| 1955       | Beryl Penrose                                | Thelma Long (2)                              | 6–4, 6–3                                     |
| 1956       | Mary Carter (1)                              | Thelma Long (3)                              | 3–6, 6–2, 9–7                                |
| 1957       | Shirley Fry                                  | Althea Gibson                                | 6–3, 6–4                                     |
| 1958       | Angela Mortimer                              | Lorraine Coghlan                             | 6–3, 6–4                                     |
| 1959       | Mary Carter (2)                              | Renee Schuurman                              | 6–2, 6–3                                     |
| 1960       | Margaret Smith (1)                           | Jan Lehane (1)                               | 7–5, 6–2                                     |
| 1961       | Margaret Smith (2)                           | Jan Lehane (2)                               | 6–1, 6–4                                     |
| 1962       | Margaret Smith (3)                           | Jan Lehane (3)                               | 6–0, 6–2                                     |
| 1963       | Margaret Smith (4)                           | Jan Lehane (4)                               | 6–2, 6–2                                     |
| 1964       | Margaret Smith (5)                           | Lesley Turner (1)                            | 6–3, 6–2                                     |
| 1965       | Margaret Smith (6)                           | Maria Bueno                                  | 5–7, 6–4, 5–2 rit.                           |
| 1966       | Margaret Smith (7)                           | Nancy Richey                                 | walkover                                     |
| 1967       | Nancy Richey                                 | Lesley Turner (2)                            | 6–1, 6–4                                     |
| 1968       | Billie Jean King                             | Margaret Smith                               | 6–1, 6–2                                     |
| 1969       | Margaret Smith Court (8)                     | Billie Jean King                             | 6–4, 6–1                                     |
| 1970       | Margaret Smith Court (9)                     | Kerry Melville                               | 6–1, 6–3                                     |
| 1971       | Margaret Smith Court (10)                    | Evonne Goolagong (1)                         | 2–6, 7–6(0), 7–5                             |
| 1972       | Virginia Wade                                | Evonne Goolagong (2)                         | 6–4, 6–4                                     |
| 1973       | Margaret Smith Court (11)                    | Evonne Goolagong (3)                         | 6–4, 7–5                                     |
| 1974       | Evonne Goolagong (1)                         | Chris Evert (1)                              | 7–6(5), 4–6, 6–0                             |
| 1975       | Evonne Goolagong (2)                         | Martina Navrátilová (1)                      | 6–3, 6–2                                     |
| 1976       | Evonne Goolagong (3)                         | Renáta Tomanová                              | 6–2, 6–2                                     |
| 1977 gen.  | Kerry Ann Reid                               | Dianne Balestrat                             | 7–5, 6–2                                     |
| 1977 dic.  | Evonne Goolagong (4)                         | Helen Gourlay Cawley                         | 6–3, 6–0                                     |
| 1978       | Chris O'Neil                                 | Betsy Nagelsen                               | 6–3, 7–6(3)                                  |
| 1979       | Barbara Jordan                               | Sharon Walsh                                 | 6–3, 6–3                                     |
| 1980       | Hana Mandlíková (1)                          | Wendy Turnbull                               | 6–0, 7–5                                     |
| 1981       | Martina Navrátilová (1)                      | Chris Evert (2)                              | 6(4)–7, 6–4, 7–5                             |
| 1982       | Chris Evert (1)                              | Martina Navrátilová (2)                      | 6–3, 2–6, 6–3                                |
| 1983       | Martina Navrátilová (2)                      | Kathy Jordan                                 | 6–2, 7–6(5)                                  |
| 1984       | Chris Evert (2)                              | Helena Suková (1)                            | 6(4)–7, 6–1, 6–3                             |
| 1985       | Martina Navrátilová (3)                      | Chris Evert (3)                              | 6–2, 4–6, 6–2                                |
| 1986       | non disputato                                | non disputato                                | non disputato                                |
| 1987       | Hana Mandlíková (2)                          | Martina Navrátilová (3)                      | 7–5, 7–6(1)                                  |
| 1988       | Steffi Graf (1)                              | Chris Evert (4)                              | 6–1, 7–6(3)                                  |
| 1989       | Steffi Graf (2)                              | Helena Suková (2)                            | 6–4, 6–4                                     |
| 1990       | Steffi Graf (3)                              | Mary Joe Fernández (1)                       | 6–3, 6–4                                     |
| 1991       | Monica Seles (1)                             | Jana Novotná                                 | 5–7, 6–3, 6–1                                |
| 1992       | Monica Seles (2)                             | Mary Joe Fernández (2)                       | 6–2, 6–3                                     |
| 1993       | Monica Seles (3)                             | Steffi Graf                                  | 4–6, 6–3, 6–2                                |
| 1994       | Steffi Graf (4)                              | Arantxa Sánchez Vicario (1)                  | 6–0, 6–2                                     |
| 1995       | Mary Pierce                                  | Arantxa Sánchez Vicario (2)                  | 6–3, 6–2                                     |
| 1996       | Monica Seles (4)                             | Anke Huber                                   | 6–4, 6–1                                     |
| 1997       | Martina Hingis (1)                           | Mary Pierce                                  | 6–2, 6–2                                     |
| 1998       | Martina Hingis (2)                           | Conchita Martínez                            | 6–3, 6–3                                     |
| 1999       | Martina Hingis (3)                           | Amélie Mauresmo                              | 6–2, 6–3                                     |
| 2000       | Lindsay Davenport                            | Martina Hingis (1)                           | 6–1, 7–5                                     |
| 2001       | Jennifer Capriati (1)                        | Martina Hingis (2)                           | 6–4, 6–3                                     |
| 2002       | Jennifer Capriati (2)                        | Martina Hingis (3)                           | 4–6, 7–6(7), 6–2                             |
| 2003       | Serena Williams (1)                          | Venus Williams (1)                           | 7–6(4), 3–6, 6–4                             |
| 2004       | Justine Henin-Hardenne                       | Kim Clijsters                                | 6–3, 4–6, 6–3                                |
| 2005       | Serena Williams (2)                          | Lindsay Davenport                            | 2–6, 6–3, 6–0                                |
| 2006       | Amélie Mauresmo                              | Justine Henin-Hardenne (1)                   | 6–1, 2–0 rit.                                |
| 2007       | Serena Williams (3)                          | Marija Šarapova (1)                          | 6–1, 6–2                                     |
| 2008       | Marija Šarapova                              | Ana Ivanović                                 | 7–5, 6–3                                     |
| 2009       | Serena Williams (4)                          | Dinara Safina                                | 6–0, 6–3                                     |
| 2010       | Serena Williams (5)                          | Justine Henin (2)                            | 6–3, 3–6, 6–2                                |
| 2011       | Kim Clijsters                                | Li Na (1)                                    | 3–6, 6–3, 6–3                                |
| 2012       | Victoria Azaranka (1)                        | Marija Šarapova (2)                          | 6–3, 6–0                                     |
| 2013       | Victoria Azaranka (2)                        | Li Na (2)                                    | 4–6, 6–4, 6–3                                |
| 2014       | Li Na                                        | Dominika Cibulková                           | 7–6(3), 6–0                                  |
| 2015       | Serena Williams (6)                          | Marija Šarapova (3)                          | 6–3, 7–6(5)                                  |
| 2016       | Angelique Kerber                             | Serena Williams                              | 6–4, 3–6, 6–4                                |
| 2017       | Serena Williams (7)                          | Venus Williams (2)                           | 6–4, 6–4                                     |
| 2018       | Caroline Wozniacki                           | Simona Halep                                 | 7–6(2), 3–6, 6–4                             |
| 2019       | Naomi Ōsaka (1)                              | Petra Kvitová                                | 7–6(2), 5–7, 6–4                             |
| 2020       | Sofia Kenin                                  | Garbiñe Muguruza                             | 4–6, 6–2, 6–2                                |
| 2021       | Naomi Ōsaka (2)                              | Jennifer Brady                               | 6–4, 6–3                                     |
| 2022       | Ashleigh Barty                               | Danielle Collins                             | 6–3, 7–6(2)                                  |
| 2023       | Aryna Sabalenka (1)                          | Elena Rybakina                               | 4–6, 6–3, 6–4                                |
| 2024       | Aryna Sabalenka (2)                          | Zheng Qinwen                                 | 6–3, 6–2                                     |
| 2025       | Madison Keys                                 | Aryna Sabalenka                              | 6–3, 2–6, 7–5                                |